# Geoff Barton
Geoff Barton – brytyjski dziennikarz, założyciel heavymetalowego czasopisma Kerrang!, jak też redaktor czasopisma muzycznego Sounds.
Jako redaktor „Sounds” zadebiutował w wieku 19 lat, ukończywszy kurs dziennikarski w London College of Printing. Jego specjalnością była muzyka rockowa, dopomógł też w spopularyzowaniu nurtu New Wave of British Heavy Metal używszy tego terminu po raz pierwszy (po ukuciu go przez redaktora Alana Lewisa) w wydaniu „Sounds” z maja 1979. W roku 1981 Barton został redaktorem pierwszego numeru czasopisma Kerrang!, wtedy pomyślanego jako wydawnictwo jednorazowe. Kerrang! okazał się sukcesem, więc zaczęto go wydawać w cyklu dwutygodniowym. Barton opuścił zespół redagujący dwutygodnik w roku 1995.
Artykuły pisane przez Bartona dla Sounds i dotyczące muzyki nurtu NWOBHM pozwoliły na stworzenie wrażenia istnienia faktycznego ruchu w muzyce, w pewnym sensie przyczyniając się do jego stworzenia. Jak wspomina sam Barton, „Określenie New Wave of British Heavy Metal było nieco ironiczne... nie czułem, by reprezentujące nurt kapele były w jakikolwiek ze sobą związane muzycznie, lecz ciekawe było, że tak wiele z nich pojawiło się w mniej więcej tym samym czasie.”. Aktualnie Barton pisuje dla Classic Rock Magazine.